# Michael Schäfer
Michael Schäfer (født Michael Schäfer den 25. januar 1959 i Rødovre) er en dansk fodboldtræner og en tidligere landsholdsspiller i fodbold, der havde sin primære position på den offensive midtbane.

## Spillerkarriere
Sin fodboldopvækst fik han i den lokale Rødovre-forening Boldklubben Avarta, hvor han blev indmeldt som seks-årig og i de første ungdomsår havde sin far, Ove Hansen, som træner.
På 15-årig på ynglinge-landsholdet lærte han Klaus Berggreen at kende, som overtalte ham til at skifte til Lyngby Boldklub i 1976. Han debuterede efterfølgende på klubbens førstehold i 1977 i 3. division (den daværende tredjebedste danske fodboldrække) og oplevede to oprykninger, da klubben vandt 3. division i 1977-sæsonen og endte på en samlet 2. plads (oprykningsplads) i 2. division i 1979-sæsonen. Hans spillerkarriere på seniorplan har sidenhen udelukkende omfattet Lyngby Boldklub, hvor han i dag (pr. november 2007) er indehaver af klubrekorden for flest spillede førsteholdskampe (i alt 482). Han fik muligheden for en udlandskarriere efter to henvendelser fra henholdsvis New York Cosmos og skotske Dundee United FC. I 1981 fik Klaus Berggreen og Michael Schäfer forhandlet en skifte på plads med klubben i USA, men lederne i Lyngby Boldklub, hvor han havde været kontraktspiller siden 1978, ville i sidste ende ikke slippe ham og han endte med at blive i klubben. Året efter afviste han endvidere selv et tilbud fra Dundee United FC, da det var for lavt i forhold til hans ønsker og derfor ikke ønskede at afbryde hans uddannelse til lærer.
Under hans godt fjorten år i LB som spiller (i de fleste år som førsteholdets anfører ) var han med til at spille klubben op i 1. division i 1979 (den daværende bedste danske fodboldrække) og medvirkede han til at skaffe klubben dens første større titel, DM i 1983-sæsonen, DM-sølv 1981 og 1985, DM-bronze 1984, 1988 og 1989, samtidig med at han var på holdet, der blev dansk pokalmestre i sæsonerne 1983/84, 1984/85 og 1989/90 (hvor der måtte en omkamp til at finde den endelige vinder). I 1979/80-sæsonen nåede klubben ydermere pokalfinalen, men tabte med cifrene 5-3 til Hvidovre IF. I 1989 kåredes han til Årets Spiller i klubben. Michael Schäfer sluttede sin spillerkarriere som 32-årig i efteråret 1990 (med kontraktens udløb), og fik samme år fjernet "Hansen" i sit efternavn.
På sit generalieblad kan han skrive en kort landsholdskarriere (under landstræner Sepp Piontek) med 3 A-landskampe (ingen mål), der blev spillet i henholdsvis den 12. juli 1980 (ude mod Sovjetunionen), 12. august 1981 (ude mod Finland) og 19. maj 1983 (hjemme mod Norge). Samtidig er han noteret for 8 U/21-landskampe (ingen mål) i perioden 1977-1979 og 11 ynglinge-landskampe (et enkelt mål) i perioden 1975-1977 – alle senior-landskampe som repræsentant for Lyngby Boldklub.

## Trænerkarriere
Efter afslutningen på sin aktive spillerkarriere, besluttede eks-landsholdsspilleren sig i januar 1991 for at fortsatte som assistenttræner for Lyngby Boldklubs 1. seniorhold og var således også meddelagtig i klubbens andet Danmarksmesterskab i 1991/92-sæsonen. I september 1992 blev vicetræneren forfremmet til cheftrænerposten i Lyngby Boldklub efter svenske Kent Karlsson forlod klubben og fik, efter en et-årig kontraktforlængelse i september 1994, bundet sig til posten frem til udgangen af 1995. Jævnfør formalia i sin kontrakt opsagde han inden den 31. maj 1995 stillingen i klubben, så han kunne fratræde sin stilling med virkning fra udgangen af året uden at blive tilskrevet en automatisk et-årig forlængelse. I sommeren 1995, et halvt år før kontraktudløb, blev han dog fritstillet, da Lyngby Boldklubs ledelse havde opnået en kontraktlig sikkerhed fra hans efterfølger, svenskeren Benny Lennartsson.
Med kort varsel resulterede det i stedet i et skifte til Superliga-kollegaerne fra F.C. København den 1. juli 1995, hvor han efterfulgte Benny Johansen. I første omgang blev der indgået en halv-årig aftale, som nogle måneder senere blev forlænget med en 2-årig kontrakt (udover det halve år) efter en god start på sæsonen. Senere blev det offentliggjort at Schäfer forinden havde underskrevet en to-årig trænerkontrakt med 1. divisionsklubben Akademisk Boldklub med virkning fra den 1. januar 1996. F.C. København måtte i denne forbindelse således betale Akademisk Boldklub en kompensation for at frikøbe Michael Schäfer fra den oprindelige aftale med Bagsværd-klubben. Mindre end et år efter, den 30. maj 1996, hvor han forinden havde været med til at vinde den lille pokalturnering, Liga Cup 1996 (Spar Cup), blev han imidlertid fyret i Superligaklubben efter en sæson med en række utilfredsstillende resultater (deriblandt en uopfyldt målsætning om minimum en fjerdeplads i ligaen og deltagelse i en europæisk turnering den kommende sæson).
Den 1. juli 1996 blev han ansat som cheftræner for 1. divisionsholdet i Ølstykke FC (indtil den 30. juni 1998) samtidig med at den daværende cheftræner Michael Manniche fortsatte som assistenttræner i netop F.C. København. I hans første sæson (1996/97) placerede klubben sig midt i tabellen, hvorimod man den efterfølgende 1997/98-sæson sluttede på sidstepladsen – ensbetydende med nedrykning til 2. division. Allerede under vinterpausen i 1997/98-sæsonen havde han dog sikret sig en aftale med 1. divisionsklubben Fremad Amager om overtagelse af cheftrænerposten fra den 1. juli 1998 og kunne således forblive 1. divisionstræner. Han trænede Fremad Amagers divisionshold i tre sæsoner indtil forårssæsonens afslutning i 2001, hvorpå han på ny selv forlod cheftrænerposten, da klubbens nedrykning til 2. division blev en realitet – denne gang efter afviklingen af sidste spillerunde.
Han blev færdiguddannet som lærer i 1983. Sideløbende med både spiller- og trænerkarrieren besluttede Michael Schäfer at passe sit civile job som skolelærer på nedsat tid på en skole i Humlebæk, men valgte efter 2000/01-sæsonens sidste kamp selv at indstille karrieren i efteråret 2001 og arbejde på fuld tid. Efter halvanden års pause fra trænergerningen vendte han i januar 2003 tilbage til fodbolden med sit skifte til barndomsklubben Boldklubben Avarta, som han trænede under klubbens ophold i henholdsvis Danmarksserien og dernæst 2. division Øst (efter en oprykning i sommeren 2005). Den 21. december 2005, dagen efter fyringen af den forhenværende cheftræner Ole Mørk, præsenteredes han som den nye cheftræner hos Østerbro-klubben B.93 (på dette tidspunkt placeret under nedrykningsstregen i 2. division Øst) i første omgang på en halv-årig kontrakt med virkning fra den 1. januar 2006, der dog blev forlænget, således at han forblev som cheftræner indtil sommeren 2007.
Der tiltrådte han i stedet en halvtidsstilling i 1. divisionsklubben Akademisk Boldklub som assistenttræner for den fuldtidsansatte og nytiltrådte cheftræner Flemming Christensen, som Michael Schäfer tidligere har trænet i forbindelse med Flemming Christensens kortvarige comeback i Lyngby Boldklub. Da Christensen stoppede i AB i juni 2010, valgte Schäfer også at stoppe som træner i klubben for at hellige sig sit civile arbejde som folkeskolelærer.
Ydermere har han været medkommentator i forbindelse med transmitteringen af Superliga-kampe i TV3, 3+, Viasat Sports fodboldprogram Onside. Den 22. august 2007, i forbindelse med Danmarks landskamp mod Irland i Århus, debuterede Michael Schäfer som medkommentator for TV 2 Sporten i stedet for Jan Mølby.

## Titler
- Danmarksmesterskabet: 1983
- Landspokalturneringen: 1984, 1985 og 1990